# المزینه
المزینه (به عربی: المزینة) یک روستا در سوریه است که در استان حمص واقع شده‌است. المزینه ۲٬۷۶۹ نفر جمعیت دارد.